# بخش مرکزی شهرستان زبرخان
بخش مرکزی شهرستان زبرخان یکی از دو بخش شهرستان زبرخان بوده که در اردیبهشت ۱۳۹۹ با تصویب هیئت وزیران تأسیس شد. مرکز این بخش شهر خرو است.